# The Black Hole
The Black Hole (bra: O Abismo Negro ou O Buraco Negro; palop: Abismo Negro; prt: O Abismo Negro ou Abismo Negro) é um filme estadunidense de 1979, do gênero ficção científica, dirigido por Gary Nelson e estrelado por Maximilian Schell, Anthony Perkins, Robert Forster, Joseph Bottoms, Yvette Mimieux, Ernest Borgnine e Roddy McDowall com produção da Walt Disney Pictures. No início dos anos 1970, o filme foi inicialmente concebido como um filme de desastre com tema espacial. No entanto, o script passou por várias iterações de vários roteiristas. Além disso, o departamento de efeitos da Disney usou tecnologia de câmera computadorizada para criar os efeitos visuais. O filme foi lançado em 18 de dezembro de 1979, no Reino Unido, e em 21 de dezembro de 1979, nos Estados Unidos. Foi o primeiro filme da Walt Disney Productions a receber uma classificação PG. O filme recebeu críticas mistas dos críticos de cinema e foi uma decepção de bilheteria. O filme foi indicado a dois Óscars de Melhor Fotografia e Melhores Efeitos Visuais.

## Sinopse
Perto do fim de uma longa missão de exploração do espaço profundo, a espaçonave USS Palomino está retornando à Terra. A tripulação consiste no capitão Dan Holland, primeiro oficial tenente Charlie Pizer, jornalista Harry Booth, cientista ESP-sensitiva Dra. Kate McCrae, o líder civil da expedição Dr. Alex Durant e o pequeno robô V.I.N.CENT. ("Central de informações vitais necessárias").
A tripulação da Palomino descobre um buraco negro no espaço com uma grande nave nas proximidades, de alguma forma desafiando a enorme atração gravitacional do buraco. A nave é identificada como o USS Cygnus há muito perdida, a mesma em que o pai de McCrae servia a bordo quando desapareceu. Decidindo investigar, a Palomino encontra um misterioso campo de gravidade nula em torno da Cygnus. A Palomino é danificada quando se afasta da Cygnus e entra no intenso campo de gravidade do buraco negro, mas a nave consegue se mover de volta para a Cygnus e consegue atracar nele. A Cygnus parece abandonada.
A tripulação da Palomino aborda cautelosamente a Cygnus e logo encontra o comandante da nave, Dr. Hans Reinhardt, um cientista brilhante. Ajudado por uma tripulação de drones androides sem rosto, vestidos de preto, e seu robô de aparência sinistra Maximilian, Reinhardt explica que viveu sozinho na Cygnus durante anos. Depois que a nave encontrou um campo de meteoros e ficou desativada, ele ordenou que a tripulação humana retornasse à Terra, mas o pai de Kate escolheu permanecer a bordo e já morreu. Reinhardt então revela que passou os últimos 20 anos estudando o buraco negro e pretende conduzir a Cygnus através dele. Só Durant acredita que é possível e pede para acompanhar Reinhardt na viagem.
O resto da tripulação da Palomino começa a suspeitar do comportamento dos drones sem rosto: Booth vê um robô mancando e Holland testemunha um funeral de um robô e descobre os itens pessoais da tripulação da Cygnus nos aposentos da nave. BO.B, um robô de modelo inicial danificado, semelhante a VINCENT., Explica que os drones sem rosto são na verdade a tripulação humana, que se amotinou quando Reinhardt se recusou a retornar à Terra e foi lobotomizada e "reprogramada" por Reinhardt para servi-lo. O pai de McCrae liderou o motim e foi morto. Usando telepatia, V.I.N.CENT. diz a Kate a verdade sobre o que aconteceu. Quando Kate conta a Durant, ele remove o painel reflexivo de um "drone" para revelar o rosto de zumbi de um membro da tripulação. Chocado, Durant tenta fugir da ponte com Kate, mas Maximilian o mata. Reinhardt aprisiona Kate, ordenando que seus robôs sentinelas a levem para a baía do hospital do navio para ser lobotomizada.
Assim que o processo começa, Holland, V.I.N.CENT. e BO.B. resgatar Kate. Enquanto isso, temendo que a situação esteja piorando perigosamente, Booth tenta escapar sozinho na Palomino. Reinhardt ordena que a nave seja abatida, mas o fogo das armas a envia contra a Cygnus, destruindo seu gerador de campo de força antigravitacional a bombordo. Uma tempestade de meteoros destrói o gerador de estibordo. Sem sua bolha de gravidade nula, a Cygnus começa a se quebrar sob as enormes forças gravitacionais do buraco negro.
Reinhardt e os sobreviventes da Palomino planejam separadamente sua fuga a bordo de uma pequena nave usada para estudar o buraco negro. Reinhardt ordena que Maximilian vá preparar a nave de sondagem, mas então uma grande tela de exibição cai sobre Reinhardt, prendendo-o no chão. Sua tripulação lobotomizada permanece imóvel enquanto ele luta desamparadamente, completamente alheio a tudo, exceto às tarefas para as quais foram programados. Maximilian confronta os outros e danifica fatalmente BO.B. antes que ele próprio seja danificado por V.I.N.CENT. e deriva da nave quebrada para o buraco negro. Holland, Pizer, McCrae e V.I.N.CENT. alcançam a nave de investigação e decolam, apenas para descobrir os controles travados em uma trajetória de vôo que os leva para o buraco negro.
Em uma sequência surreal dentro do buraco negro que se assemelha ao Céu e ao Inferno, Reinhardt se funde com Maximilian em uma paisagem ardente e infernal, povoada por espectros com mantos escuros semelhantes aos drones Cygnus. Em seguida, uma figura angelical flutuante com cabelos longos e esvoaçantes passa por um túnel de cristal arqueado semelhante a uma catedral. A nave de investigação transportando Holland, Pizer, McCrae e V.I.N.CENT. em seguida, emerge de um buraco branco e é vista pela última vez voando pelo espaço em direção a um planeta perto de uma estrela brilhante.

## Elenco
- Maximilian Schell: Dr. Hans Reinhardt
- Anthony Perkins: Dr. Alex Durant
- Robert Forster: Capitão Dan Holland
- Joseph Bottoms: Tenente Charlie Pizer
- Yvette Mimieux: Dra. Kate McCrae
- Ernest Borgnine: Harry Booth
- Roddy McDowall: voz do robô V.I.N.CENT
- Slim Pickens: voz do robô velho B.O.B.
- Tom McLoughlin: robô S.T.A.R.

## Prêmios e indicações

### Indicações
Oscar
- Melhores Efeitos Especiais: 1980
- Melhor Fotografia: 1980

 Saturn Awards
- Melhor Filme de Ficção-Científica: 1980
- Melhores Efeitos Especiais: 1980
- Melhor Roteiro: 1980
- Melhor Música: 1980